# نيكولاس جاي كلايتون
نيكولاس جاي كلايتون (بالإنجليزية: Nicholas J. Clayton)‏ هو مهندس معماري أمريكي، ولد في 1 نوفمبر 1840، في جمهورية أيرلندا، وتوفي في 9 ديسمبر 1916.

## معرض صور

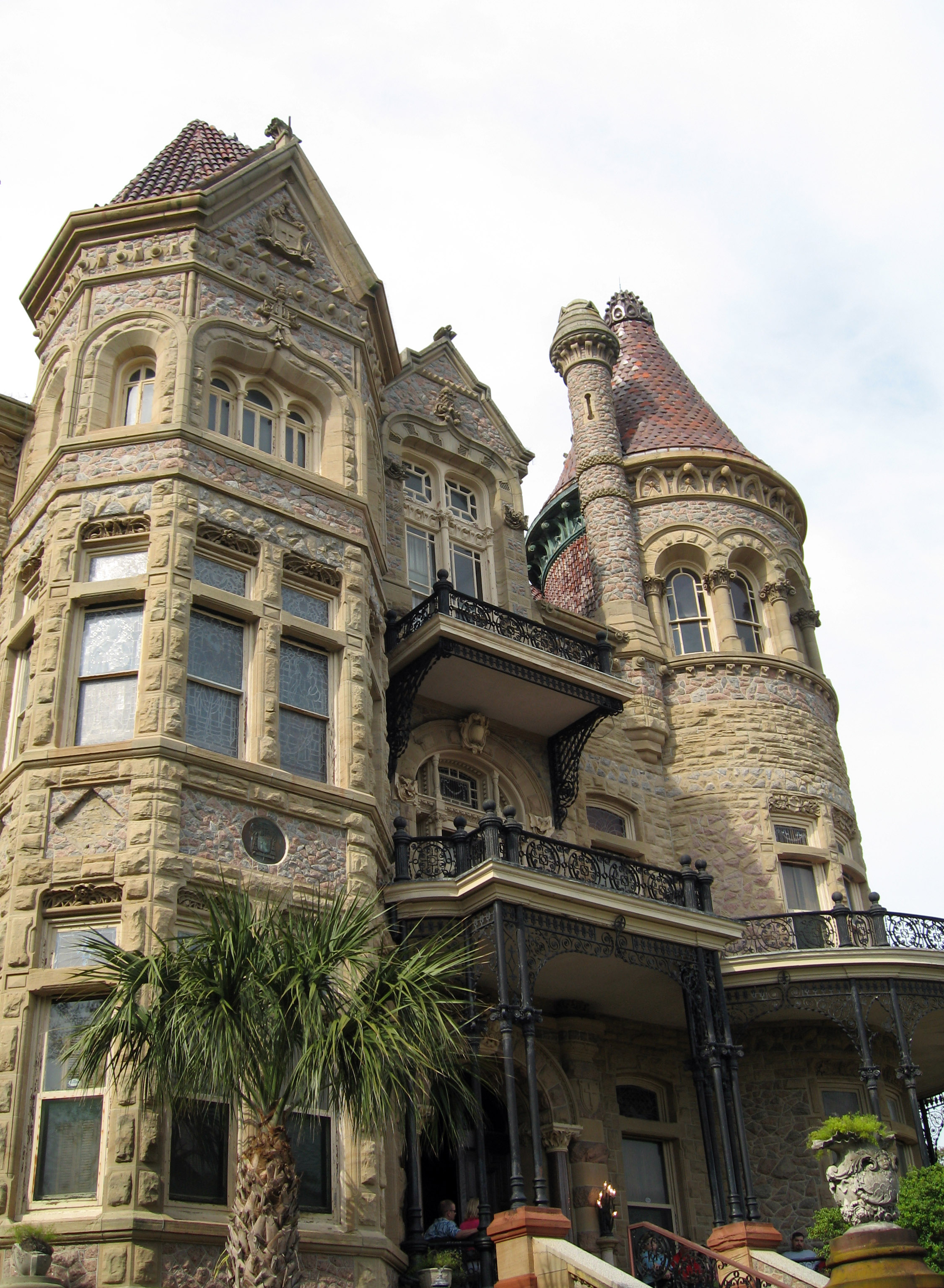
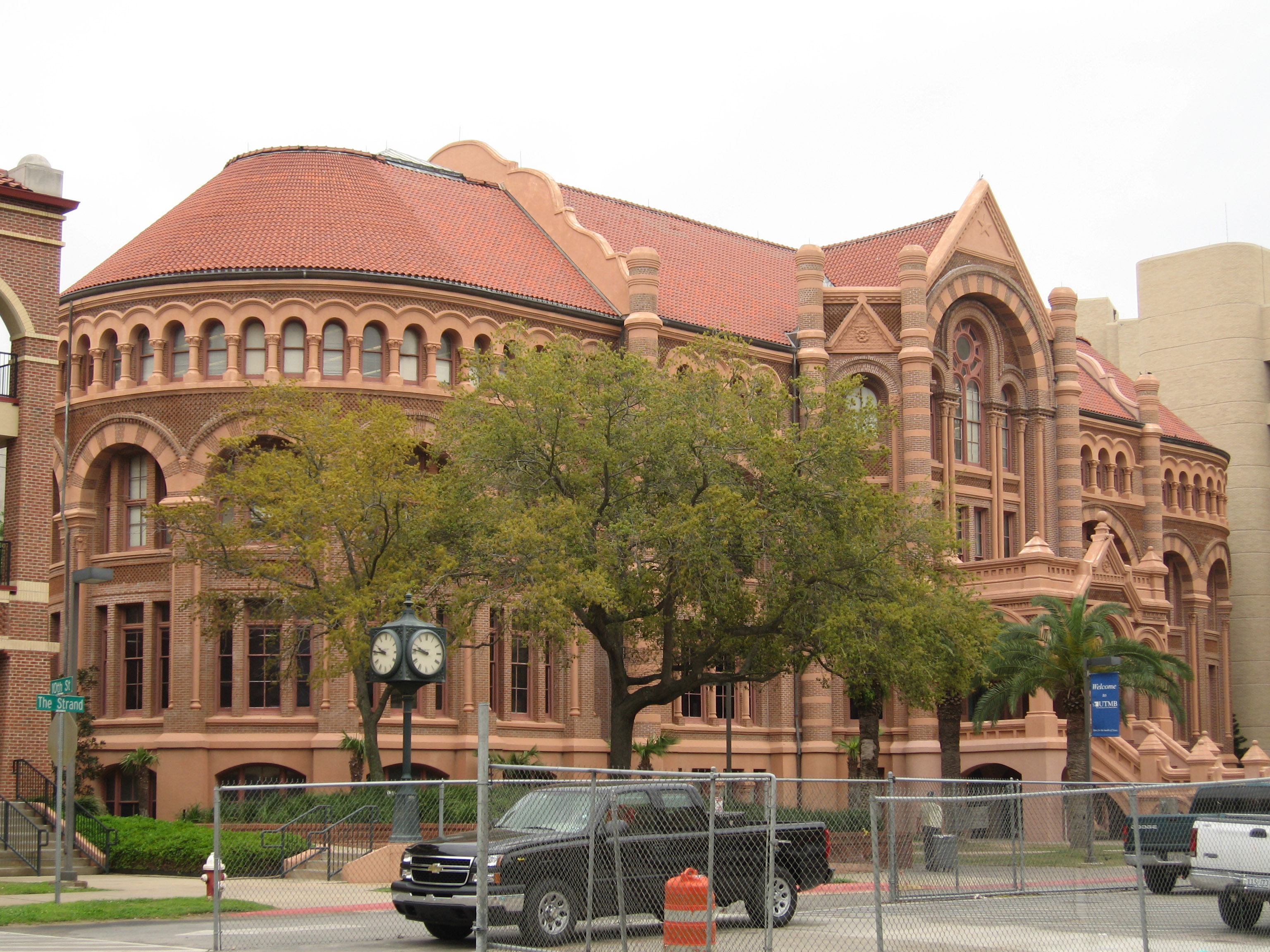
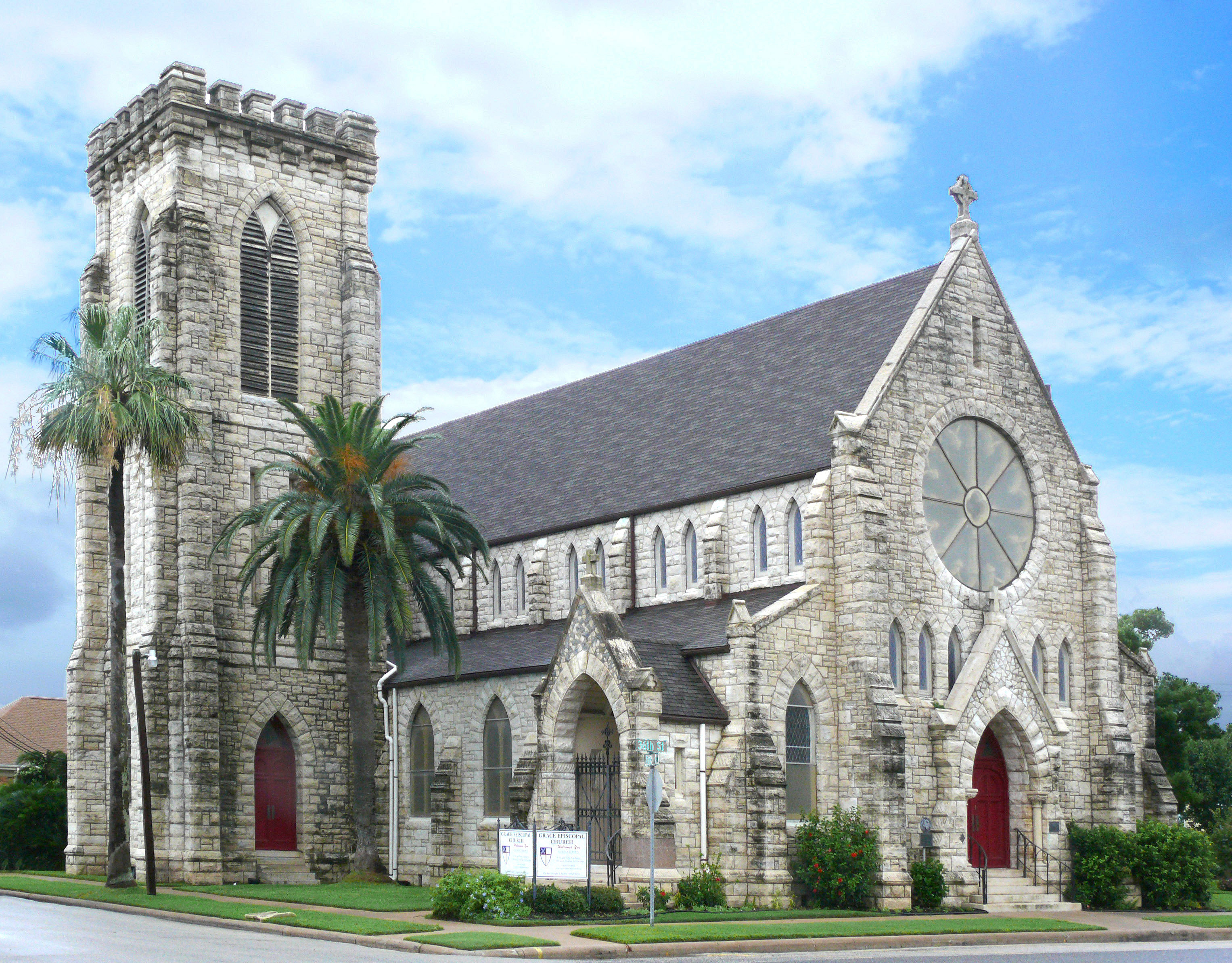
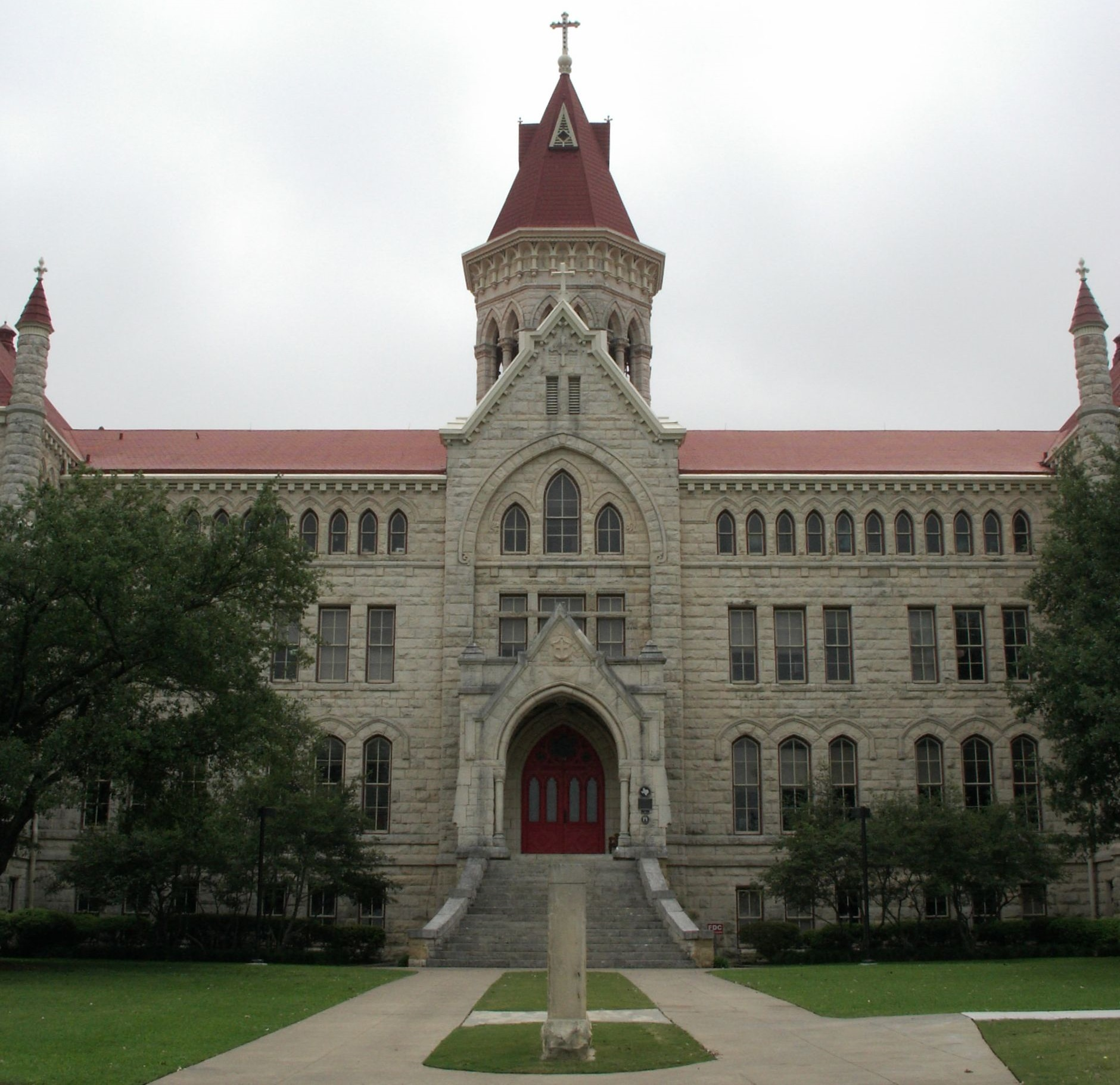
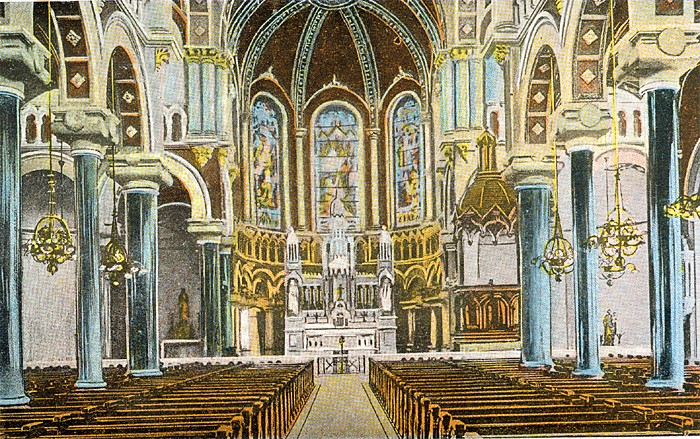